# Garra ornata
Garra ornata är en fiskart som först beskrevs av Nichols och Griscom, 1917.  Garra ornata ingår i släktet Garra och familjen karpfiskar. IUCN kategoriserar arten globalt som livskraftig. Inga underarter finns listade i Catalogue of Life.